# Hilduin de Saint-Martin
Pour les articles homonymes, voir Hilduin.
Hilduin (v. 810- † 860) fut abbé laïc de Saint-Martin de Tours à partir de 851, comme successeur de l'abbé Vivien.
Il est, en cette qualité d'abbé, le destinataire de deux lettres de Loup de Ferrières (n° 89 et 90, éd. Levillain). Selon la première il était un peu plus jeune que Loup et tous deux ont semble-t-il étudié ensemble à l'abbaye de Fulda en 829/830 ; ils se sont perdus de vue depuis, mais Loup s'autorise de cette vieille relation pour lui recommander un abbé de Cormery qui est un de ses proches. L'autre lettre date de 853, année d'une attaque des Normands sur Tours (prise et pillée le 8 novembre) : les chanoines de Saint-Martin, avertis de l'approche des pirates, ont déplacé leurs reliques à Cormery, et l'abbé Hilduin a écrit à Loup pour lui demander de recevoir le trésor du sanctuaire dans son abbaye ; Loup refuse, car son établissement ne dispose d'aucune protection. L'abbé Hilduin est mentionné aussi dans un acte de la « Pancarte noire » relatif à un plaid qui eut lieu en juin 857, et dans un autre daté du 7 novembre 860, renouvellement des privilèges de l'abbaye que fit approuver l'archevêque Hérard de Tours au concile de Tusey. Pour l'année 860, les Annales de Saint-Bertin signalent que Charles le Chauve nomma son fils Louis nouvel abbé de Saint-Martin.
Certains historiens identifient cet Hilduin à un archichapelain de ce nom de Charles le Chauve. D'autres font observer qu'Hilduin de Saint-Martin était sûrement un abbé laïc, comme il apparaît dans la lettre du concile de 860, qui mentionne à ses côtés un « antistes », chef spirituel de l'abbaye. 